# رولند (اکلاهما)
رولند(به انگلیسی: Roland) شهری در ایالت اکلاهما کشور ایالات متحده آمریکا است که جمعیت آن در سرشماری سال ۲۰۱۰ میلادی، ۳٬۱۶۹ نفر بوده‌است.